# Município de Canaan (condado de Athens, Ohio)
Localização do Ohio nos E.U.A.
O município de Canaan (em inglês: Canaan Township) é um local localizado no condado de Athens no estado estadounidense de Ohio. No ano 2010 tinha uma população de 1666 habitantes e uma densidade populacional de 16,65 pessoas por km².

## Geografia
O município de Canaan encontra-se localizado nas coordenadas 39° 18′ 49″ N, 82° 00′ 00″ O. Segundo a Departamento do Censo dos Estados Unidos, o município tem uma superfície total de 100.06 km², da qual 98,5 km² correspondem a terra firme e (1,56 %) 1,56 km² é água.

## Demografia
Segundo o censo de 2010, tinha 1666 pessoas residindo no município de Canaan. A densidade de população era de 16,65 hab./km².